# Йеменско-саудовские отношения
Йеменско-саудовские отношения — двусторонние дипломатические отношения между Йеменом и Саудовской Аравией. Протяжённость государственной границы между странами составляет 1307 км.

## История
Исторически сложилось, что отношения Саудовской Аравии с Йеменом складывались проблематично. В 1934 году Абдул-Азиз II послал свою армию в Йемен с целью завоевать страну, но потерпел поражение. В 1962 году йеменская армия при поддержке танков штурмом взяла королевский дворец Дар аль-Башаир в Сане. В ходе переворота в Йемене свергнут новый имам Мухаммед аль-Бадр, пришедший к власти неделей раньше, после смерти своего отца и провозглашена Йеменская Арабская Республика. В последующие пять лет Саудовская Аравия поддерживала йеменских роялистов (даже несмотря на то, что они принадлежали к шиитам) в их неудачной борьбе, с целью свергнуть республиканский режим, поддерживаемый Египтом. В ноябре 1962 года египтяне предприняли атаку на саудитов, военная авиация Египта бомбила юг Саудовской Аравии, в том числе город Абха, где в госпитале в результате бомбардировки погибли 36 пациентов.
В июне 1967 года после окончания Шестидневной войны, саудиты и египтяне разрешили свои разногласия по поводу Йеменской Арабской Республики. На практике это означало, что Эр-Рияд признал республиканское правительство в Сане. Отношения постепенно нормализовались, а в конце 1970-х годов Саудовская Аравия уже начала оказывать экономическую и военную помощь Йемену. Тем не менее, Саудовская Аравия по-прежнему относилась с подозрением к своему южному соседу, а основной нерешённый вопрос по демаркации границы не был рассмотрен.
Однако в 2000 году был подписан договор о прохождении сухопутной и морской границы между Саудовской Аравией и Йеменом на основе мирного договора 1934 года. Документ официально закреплял за Саудовской Аравией области Асир, Джизан и Наджран, а к Йемену отходили пустынные территории в Хадрамауте. В 2006 году было подписано соглашение об окончательной демаркации этих участков границы. Однако сохранились спорные вопросы, касающиеся некоторых участков нефтеносного района Шабва недалеко от Мариба, вблизи красноморского побережья, а также в районе «треугольника», где сходятся границы Саудовской Аравии, Йемена и Омана. 
В 2014 году Йемен столкнулся с самым большим кризисом за последние десятилетия, правительство страны было свергнуто повстанцами Хуситами, что привело к вторжению в Йемен ряда стран во главе с Саудовской Аравией. Боевые действия привели к разрушительным последствиям и гуманитарной катастрофе. Аль-Каида на Аравийском полуострове захватила часть прибрежной территории Йемена. Организация Объединенных Наций назвала гуманитарную ситуацию в Йемене, как серьезную и сложную по сравнению с Ираком, Южным Суданом и Сирией. Боевые действия, а также блокада воздушного и морского сообщения Йемена со стороны Саудовской Аравии с целью не допустить поставки оружия, поставили население Йемена на грань голода.